# شعب الاغبر (العدين)

تعديل مصدري - تعديل

شعب الاغبر محلة تابعة لقرية همدان، التابعة لعزلة بني عبد الله بمديرية العدين إحدى مديريات محافظة إب في الجمهورية اليمنية، بلغ تعداد سكانها 33 حسب تعداد اليمن لعام 2004.